# Arapahové
Arapahové (anglicky Arapaho, Arapahoe či Arrapahoe, arapažsky Hinóno'éíno' ) jsou jedni z původních obyvatel Severní Ameriky, blízce příbuzní Atsinům. Mluví anglicky a malá část populace ovládá také arapažštinu, jeden z algonkinských jazyků. V roce 2000 se ke kmeni hlásilo 7 181 osob, žijících především v rezervaci Wind River v západním Wyomingu, kterou sdílejí severní Arapahové s východními Šošony, a v rezervaci jižních Arapahů a jižních Šajenů na západě Oklahomy. K rozdělení kmene na severní a jižní větev došlo ve 30. až 50. letech 19. století.

## Galerie

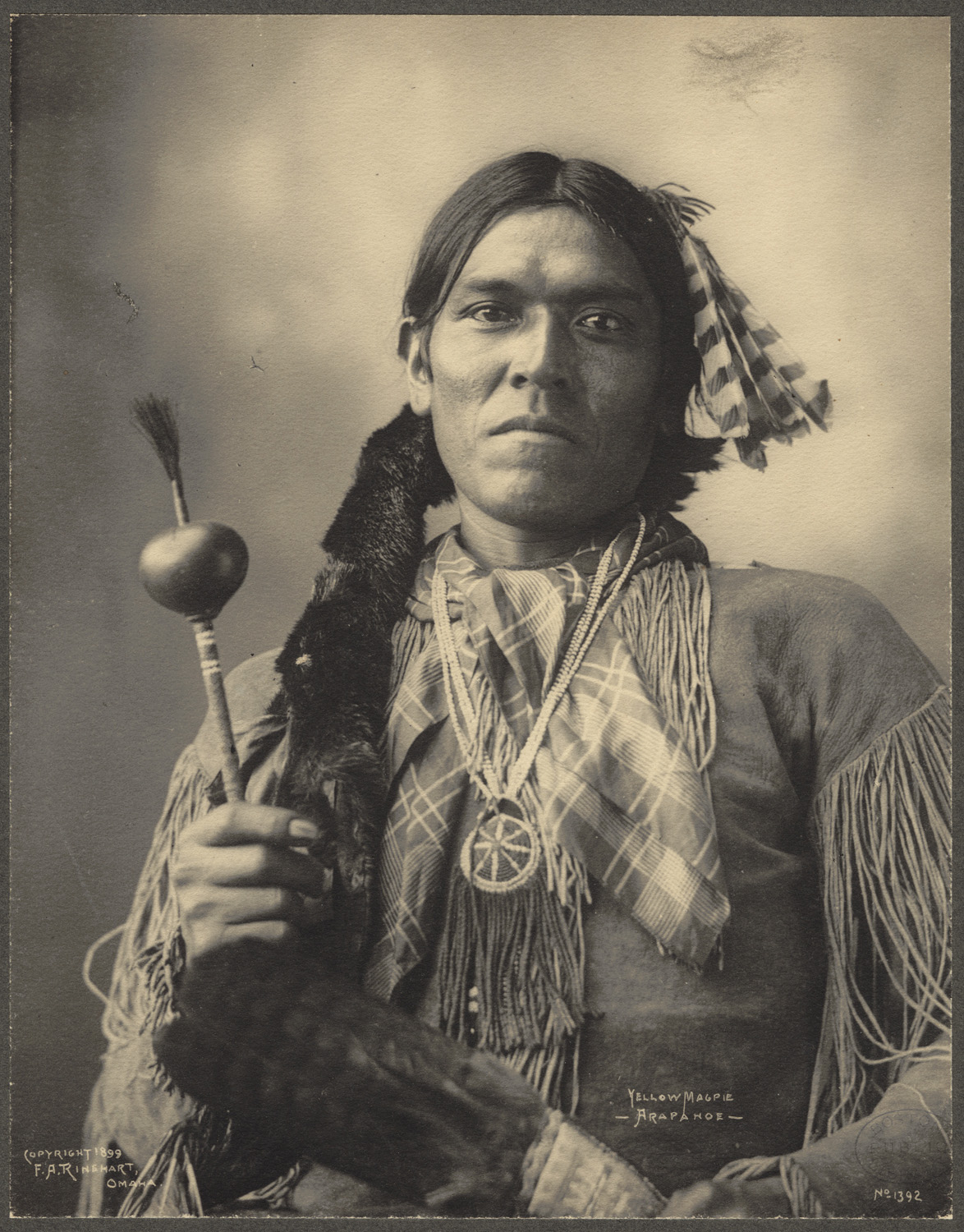
Frank Albert Rinehart: Yellow Magpie (Arapah), Indiánský kongres, platinotisk, 1898